# Ланнівська сільська рада
Ланнівська сільська рада — колишній орган місцевого самоврядування у Карлівському районі Полтавської області з центром у с-ще Ланна.

## Населені пункти
Сільраді були підпорядковані населені пункти:
- с-ще Ланна
- с. Коржиха
- с. Куми
- с. Львівське
- с. Чалівка